# Richard Lee Tubesville Beale
Pour les articles homonymes, voir Beale.
Richard Lee Turberville Beale (22 mai 1819 – 21 avril 1893) est un avocat, membre du Congrès des États-Unis de l'État de Virginie, et brigadier-général de l'armée des États confédérés pendant la guerre de Sécession.

## Avant la guerre
Beale naît à Hickory Hill, dans le comté de Westmoreland, en Virginie. Il va dans deux écoles privées, la Northumberland Academy et la Rappahannock Academy, avant d'aller au Dickinson College de Carlisle, en Pennsylvanie. Il étudie le droit et est diplômé de l'université de Virginie en 1837. Deux ans plus tard, il est admis au barreau et crée un cabinet d'avocat à la Hague, en Virginie.
Beale est élu démocrate au trentième Congrès (4 mars 1847 – 3 mars 1849). Cependant, il refuse d'être candidat pour une nouvelle nomination en 1848. Il sert en tant que membre de la convention de la réforme constitutionnelle de Virginie en 1850–51, où il s'oppose à la réforme constitutionnelle en tant que membre de la Richmond Junta, et il est élu au sénat de l'État de 1858 à 1860.

## Guerre de Sécession
Au moment de la sécession de la Virginie en 1861, Beale accepte une commission dans la cavalerie comme lieutenant dans le 9th Virginia Cavalry. Il est rapidement promu capitaine , puis commandant, et placé à la tête du camp Lee, près de sa ville natale de la Hague, sur le cours inférieur du fleuve Potomac. Étant félicité pour son intelligence et son excellent jugement, il sert par la suite, sous les ordres du colonel W. H. F. "Rooney" Lee dans le 9th Virginia Cavalry dans l'armée de Virginie du Nord. Lorsque Lee est promu brigadier général, Beale l'est au grade de colonel le 15 septembre 1862 et reçoit le commandement du régiment, dans lequel se trouvent ses fils. En décembre 1862, il dirige une expédition audacieuse dans la campagne à proximité de la rivière Rappahannock, capturant de la garnison fédérale à Leeds, sans perdre un homme.
Le service de Beale en 1863, lui vaut plusieurs éloges écrits et louanges. Le 16 avril, le major général J. E. B. Stuart lui fait des éloges pour avoir repoussé le raid menaçant de la division de cavalerie fédérale du major général George Stoneman, capturant plusieurs prisonniers au cours d'une semaine de combats presque continuels. Au cours de la campagne de Gettysburg, Beale conduit le 9th Virginia dans une charge sur Fleetwood Hill au cours de la bataille de Brandy Station en juin. Il participe à la chevauchée suivante de Stuart autour de l'armée du Potomac et au raid à travers le Maryland et la Pennsylvanie. Il participe à de durs combats sur champ de cavalrier à l'est de Gettysburg au début de juillet, et au cours de la retraite de l'armée de Virginie. Il prend brièvement le commandement de brigade de Rooney Lee lors des combats à Culpeper Cour House et participe aux campagnes de Bristoe et de Mine Run.
En mars 1864, il fait une marche forcée pour intercepter le colonel de l'Union Ulric Dahlgren et ses raiders. Un détachement de son 9th Virginia Cavalry réalise une embuscade qui réussie contre les fédéraux et, avec d'autres unités, capture environ 175 hommes et tue Dahlgren. Les papiers trouvés sur le corps de Dahlgren, révélant un projet d'incendie de Richmond et d'assassinat du président Jefferson Davis et de son cabinet, sont transmis par le major général Fitzhugh Lee au gouvernement confédéré. Ces documents controversés découverts par les soldats de Beale  peut avoir été un facteur qui a influencé John Wilkes Booth dans sa décision d'assassiner Abraham Lincoln.
Beale mène son régiment pendant la campagne de l'Overland, et capture deux drapeaux de l'Union lors de la seconde bataille de Ream's Station au cours du siège de Petersburg. En août, à la mort de John R. Chambliss, Beale est affecté au commandement de la brigade de Chambliss, bien qu'ayant toujours le grade de colonel. Ce n'est que le 6 février 1865 qu'il est finalement promu brigadier général. Il dirige la brigade jusqu'à la fin de la guerre. Il est blessé et capturé à Appomattox Station, le 9 avril 1865, et est libéré sur parole le 27 avril à Ashland.

## Après guerre
Après la guerre, Beale reprend sa carrière politique au cours de la reconstruction. Il est élu au quarante-cinquième Congrès comblant le poste laissé vacant par la mort de Beverly B. Douglas. Il est réélu et sert au quarante-sixième Congrès du 23 janvier 1879 au 3 mars 1881. Enfin se retrirant de la vie publique, Beale reprend la pratique du droit. Il écrit également A History of the Ninth Virginia Cavalry in the War Between the States.
Beale meurt près de Hague, en Virginie, et y est enterré au cimetière de Hickory Hill.

## Élections
- 1847 : Beale est d'abord élu à la Chambre des représentants des États-Unis pour le huitième district de Virginie, avec 51.86% des voix, battant le whig Willoughby Newton.
- 1855 : Beale perd l'élection à la Chambre des représentants des États-Unis pour le premier district de Virginie, battu par le démocrate Thomas Henry Bayly.
- 1878 : Beale est élu à la Chambre des représentants des États-Unis pour le premier district de Virginie avec 48.32% des voix, battant le républicain George C. Round et l'indépendant, le démocrate John Critcher.
- 1879 : Beale remporte une élection spéciale avec 75.84% des voix, battant le républicain U. W. Douglas et les indépendants, George C. Round et John W. Parker.